# A walesiek argentínai emigrációja

A patagóniai walesi kolónia zászlaja

A walesiek argentínai emigrációja 1865-ben kezdődött, és Chubut tartomány partvidékét és Patagóniát érintette. A 19. században és a 20. század elején az argentin kormány a Buenos Airesen kívül eső argentin földek benépesítésére európaiakat hívott be. 1856 és 1875 között nem kevesebb, mint 34 települést alapítottak Santa Fé és Entre Rios között különböző népek bevándorlói, köztük walesiek is. A fő chubuti walesi kolóniával szemben a Santa Fé-i telepen 44 walesi telepedett le, akik Chubutból jöttek tovább. Egy másik csoport pedig Colonel Suárezben telepedett le. A 21. század elején a patagóniai walesi közösség mintegy 20 000 főt számlál, a chubuti közösség 1500-5000 walesi beszélővel számol.

## Történetük

### Az első letelepülők, 1865
A dél-amerikai walesi kolónia ötlete Dr. Michael D. Jones professzor (1822-1898) walesi nacionalista lelkész ötlete volt. Ő korábban az Amerikai Egyesült Államokban élt, ahol megfigyelte, hogy a walesi bevándorlók a többi néppel összehasonlítva nagyon gyorsan beolvadtak a lakosságba és elveszítették walesi identitásukat. Elhatározta ennek megakadályozása érdekében, hogy walesiül beszélő kolóniákat kell felállítania. Telepeseket toborzott és támogatást gyűjtött. Ausztrália, Új-Zéland, de még Palesztina is megfordult a terveiben, de végül Patagónia győzött, az elszigeltsége miatt és az argentin kormány is nagyvonalú volt, 260 km² területet adott oda nekik a Chubut folyó partján, hogy betelepítsék a földet.
1862 vége felé Love Jones-Parry kapitány és Lewis Jones (akiről Trelew városát nevezték el) elindultak Patagónia felé, hogy megnézzék, megfelelő-e a walesiek letelepedésére. Először megtekintették Buenos Airest, ahol Guillermo Rawson belügyminiszterrel tárgyaltak, majd miután megegyeztek, délre tartottak. Patagóniát egy kis hajóval, a  Candelariával érték el. A vihar egy öbölbe hajtotta őket, amelyet Porth Madryn-nak neveztek el, Love Jones walesi telke után. Az ezen a helyen álló várost ma Puerto Madrynnak hívják. Miután visszatértek Walesbe, megállapították, hogy jó hely lesz az a letelepedésre.
A Chubut vidékére történő tartós európai letelepedés 1865. július 27-én kezdődött, amikor 153 walesi telepes érkezett meg a Mimosa nevű hajó fedélzetén. A hajót £2500 fontért bérelték, Liverpoolból szállította ide a walesieket, £6 fontért a gyerekeket és £12 fontért a felnőtteket. A hajón 56 házaspár, 33 egyedülálló vagy özvegy férfi, 12 hajadon nő (általában szolgálólányok vagy lánytestvérek) és 52 gyerek utazott. Voltak köztük földművelők, ami sajnos nem jött jól ki, mikor kiderült, hogy az argentínai földet, amit nekik ígértek, másnak adták el és helyette egy félsivatagos földet kaptak meg.
Amikor elérték a Chubut völgyét, a településük egy kis erődítés volt, ahol ma Rawson városa áll. Az első házakat 1865-ben egy áradás elvitte.

### 1866-1888
Egy évvel érkezésük után az első telepesek kapcsolatot létesítettek a tehuelche indiánokkal. Kisebb bonyodalmak után a walesiek és az őslakosok között szívélyes kapcsolatok alakultak ki és az indiánok segítettek a települést élelemmel ellátni. A telepesek, akiket Aaron Jenkins vezetett, Argentína első öntözéses rendszerét alakították ki a Chubut folyó (walesiül Afon Camwy, "szeles folyó") vizének felhasználásával. Az így öntözött terület 5–6 km széles és 80 km hosszú volt. A telepeseknek önkormányzatuk volt, melyben a 18 év feletti nők és férfiak választójoggal rendelkeztek.
Mivel a Chubut torkolatánál nehéz volt hajóval navigálni a homokzátonyok miatt, vasútvonal építését tervezték el. Az argentin kormány 1884-ben a Ferrocarril Central del Chubut céget bízta meg a végrehajtásával. Mivel helyben nehéz volt pénzt összeszedni rá, Lewis az Egyesült Királyságba utazott, ahol Asahel P. Bell mérnök is a segítségére sietett. A munka a vasútvonalon igazából 1886-ban kezdődött, ezt 465 walesi telepes érkezése segítette még, akik a Vesta nevű hajón érkeztek. A város, ami a vasút mellett épült fel, ma Trelew néven ismert, Lewis tiszteletére. A város gyorsan nőtt, 1888-ban ez lett a Chubuti Kereskedőtársaság székhelye.

### Terjeszkedés az Andok felé, 1885-1902
Az 1880-as évek közepén a Chubut vidéki földek megművelése után a telepesek újabb patagóniai földeket kerestek, hogy azokat is művelés alá vessék. 1885-ben engedélyt kértek Chubut kormányzójától, Luis Jorge Fontanától, hogy expedíciót vezethessenek az andoki területek felé. Fontana úgy döntött, személyesen is részt vesz a felfedezőúton. 1885 novemberének végén elértek egy termékeny vidéket, amit a walesiek Cwm Hyfryd-nek, azaz "kellemes völgynek" neveztek el. Itt lett a walesiek második települése, amit spanyolul Colonia 16 de Octubre néven neveznek. Ahogy nőtt a lakosság száma, Esquel és Trevelin városa nőtt ki itt a földből.
Ez a terület később Chile és Argentína közötti vita tárgya lett.  Kezdetben a határt a legmagasabb csúcsok segítségével húzták meg, de később világossá vált, hogy ez változtatásra szorul a természetes vízi határok figyelembevételével. A két ország az Egyesült Királyságot kérte fel döntőbírónak, akik a walesiek szempontjából vizsgálódtak és 1902-ben arra szavaztak, hogy Argentínáé maradjon a terület.

### Az Alsó-Chubut-völgybe való visszatelepülések, 1899-1915
Az 1890-es években és az 1900-as évek elején komoly áradások okoztak gondokat, és elpusztították Rawson városát. A walesiek és az argentin kormányzat között is viták voltak. A viták eredményeként 1902. május 14-én 234 ember hajóval visszaindult Liverpool felé. Közülük 208-an végül Kanada felé tartottak. Ezen családok közül néhányan később visszatértek Chubutba, néhányan pedig az argentínai Rio Negroba. A 19. század végén mintegy 4000 walesi élt Argentínában. az utolsó telepesek az első világháború előtt érkeztek meg. 1886 és 1901 között mintegy 1000 walesi érkezett.

### Későbbi fejlődés

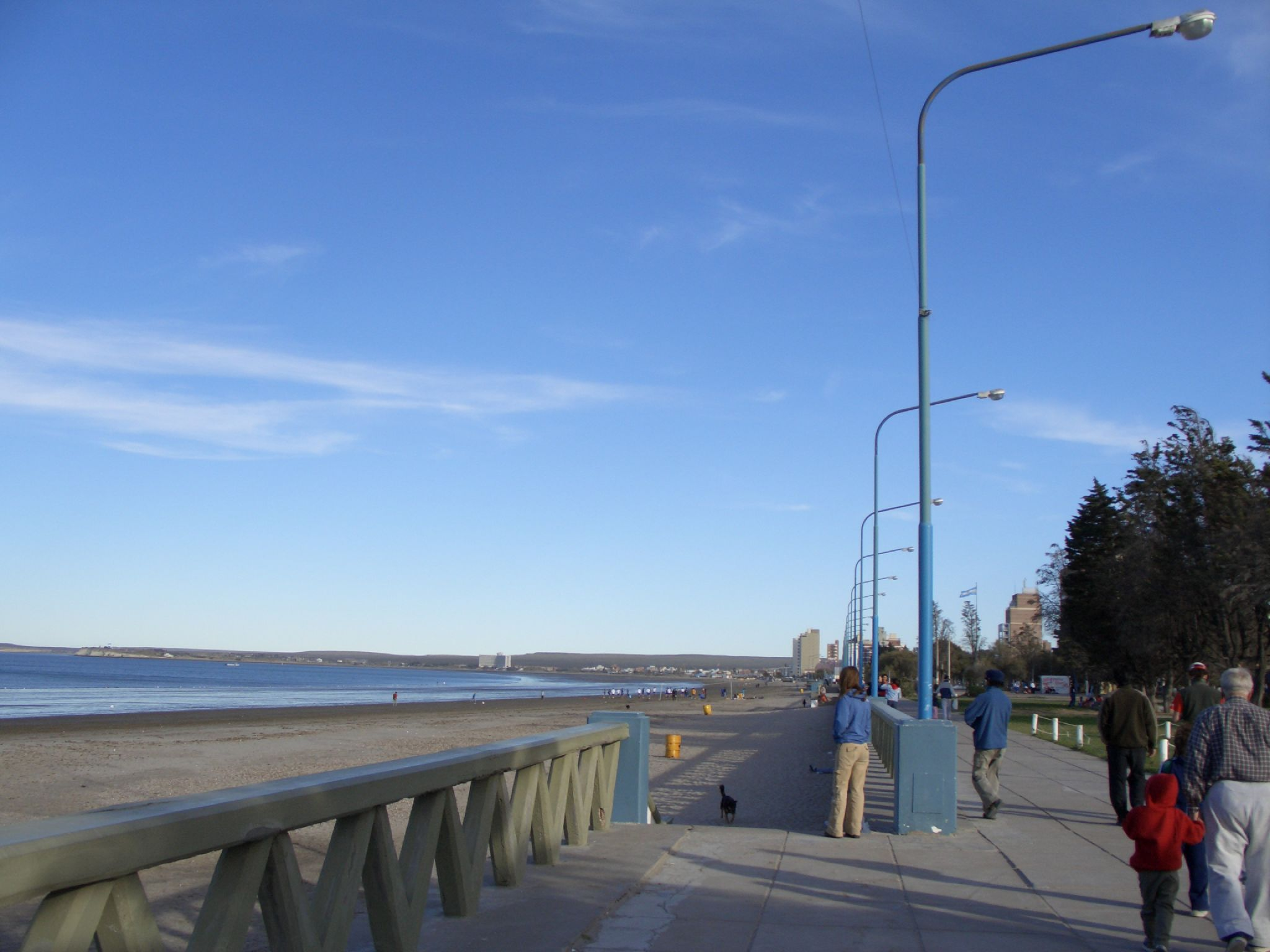
Puerto Madryn tengerpartja

1914 után főleg olaszok és más dél-európaiaik érkeztek Argentínába, a walesiek kisebbségbe kerültek. A Chubuti Kereskedelmi Társaság helyzete veszélybe került, a nagy gazdasági világválság idején csődbe is ment. 1963. április 19-én átadtak egy gátat a Chubut folyón, ez megakadályozta a további áradásokat. A walesiek otthagyták nyomaikat a tájon, a szélmalmaikkal és kápolnáikkal.
Az évek folyamán a walesi nyelv használata jelentősen csökkent. 1914 után az anyaország és Chubut között nagyon gyér volt a kapcsolat. Ez akkor kezdett megváltozni, amikor 1965-ben a kolónia 100 éves évfordulójára nagyszámú walesi látogató érkezett Chubutba. Azóta élénk kapcsolat alakult ki a két terület között, walesi tanárokat küldenek oda, hogy a nyelvet életben tartsák. 2006-ban egy újabb kapcsolattal bővült a walesi-argentin terület: A walesi rögbiválogatott az argentinnal rendezett tornát.
A walesiek főbb települései: Puerto Madryn, Trevelin ("Milltown"), Rawson, Trelew, Dolavon és Gaiman.

## Argentin települések walesi nevei
| Spanyol                                               | Walesi                | Angol                           |
| ----------------------------------------------------- | --------------------- | ------------------------------- |
| Argentína                                             | Yr Ariannin           | Argentina                       |
| La Angostura                                          | Lle Cul               | Narrow Place                    |
| Arroyo Pescado                                        | Nant y Pysgod         | Fish Stream                     |
| Colonia 16 de Octubre                                 | Cwm Hyfryd/Bro Hydref | Beautiful Valley/October Valley |
| Fuerte Aventura                                       | Caer Antur            | Fort Adventure                  |
| Paso de Indios                                        | Rhyd yr Indiaid       | Indian's Ford                   |
| Las Plumas                                            | Dôl y Plu             | Meadow of the Feathers          |
| Puerto Madryn                                         | Porth Madryn          | Port Madryn                     |
| Rawson                                                | Trerawson             | Rawson                          |
| Chubut folyó (a tehuelche 'Chupat' "csillogó" szóból) | Afon Camwy            | Swirling River                  |
| Río Corrintos                                         | Aber Gyrants          | Turning Estuary                 |
| Valle de los Mártires                                 | Dyffryn y Merthyron   | Valley of the Martyrs           |
| Valle Frío                                            | Dyffryn Oer           | Cold Valley                     |
| Trelew                                                | Tre Lew(is)           | Lew(is) Town                    |
| Dolavon                                               | Dol Afon              | River Meadow                    |
| Trevelin                                              | Tre Felin             | Mill Town                       |

## Külső hivatkozások
- Glaniad - A website that tells the story of the Welsh Settlements in Patagonia
- h2g2 Y Wladfa — The Welsh in Patagonia. h2g2 online encyclopedia. BBC.
- BBC Wales History on the Welsh migration to Patagonia
- Andes Celtig A trilingual website with information, maps and photographs of the Welsh settlements in Patagonia